# Ayarnangra estuarius
Ayarnangra estuarius — єдиний вид роду Ayarnangra родини Erethistidae ряду сомоподібних.

## Опис
Загальна довжина досягає 4,5-5 см. Голова конусоподібна. Очі дуже маленькі. Верхня губа має сосочки. Зяброві отвори невеличкі. Тулуб стрункий. Спинний плавець доволі великий, широкий. Грудні плавці довгі, з загостреними кінчиками. Передній край шипа грудного плавця ребристий. Між грудними плавцями відсутній клейковий апарат, за допомогою якого інші соми тримаються біля каміння та дна. Жировий плавець невеличкий, усічений. Анальний плавець широкий, з короткою основою. Хвостовий плавець доволі широкий.

## Спосіб життя
Є бентопелагічною рибою. Зустрічається лише у річках, схильних до розливу, з глинистими ґрунтами. Живиться великими ракоподібними, насамперед креветками.

## Розповсюдження
Є ендеміком М'янми, мешкає в річці Іраваді.